# Hidemasa Kōda
Hidemasa Kōda (japanisch 甲田 英將 Kōda Hidemasa; * 2. Oktober 2003 in Yokkaichi, Präfektur Mie) ist ein japanischer Fußballspieler.

## Karriere

### Verein
Hidemasa Kōda erlernte das Fußballspielen in der Schulmannschaft der Kawasaki Soccer School sowie in der Jugendmannschaft von Nagoya Grampus. Hier unterschrieb er am 1. Februar 2022 auch seinen ersten Profivertrag. Der Verein aus Nagoya, einer Stadt in der Präfektur Aichi, spielt in der ersten japanischen Liga. Sein Erstligadebüt gab Hidemasa Kōda am 6. März 2022 (3. Spieltag) im Heimspiel gegen Sagan Tosu. Hier wurde er in der 81. Minute für Yūki Sōma eingewechselt. Das Spiel endete 1:1. Nach neun Erstligaspielen wechselte er im Sommer 2023 auf Leihbasis zum Zweitligisten Tokyo Verdy. Am Ende der Saison 2023 wurde er mit Verdy Tabellendritter. In den Aufstiegsspielen konnte man sich durchsetzen und stieg in die erste Liga auf. Die Saison 2024 wurde er an den Zweitligisten Mito Hollyhock verliehen. Für den Verein aus Mito bestritt er 29 Ligaspiele. Zu Beginn der Saison 2025 wechselte er ebenfalls auf Leihe zum Zweitligisten Ehime FC.

### Nationalmannschaft
Hidemasa Kōda spielt seit 2021 für die japanische U23-Nationalmannschaft. Hier kam er bisher zweimal zum Einsatz. 2022 absolvierte er ein Spiel für die U20-Nationalmannschaft.